# Leptoconops auster
Leptoconops auster är en tvåvingeart som beskrevs av Jean Clastrier 1981.
Leptoconops auster ingår i släktet Leptoconops och familjen svidknott. Inga underarter finns listade i Catalogue of Life.